# Міст Диявола
Міст Диявола (ісп. Pont del Diable) — це міст в Марторелі був побудований у XIII столітті, а саме в 1283–1289 роках. Однак його основа використовує рештки римського моста, зведеного ще в I столітті нашої ери. Римський міст був частиною великої Августовой дороги (Via Augusta), яка з'єднувала міста Іберійського півострова.

## Історія
Після того, як римський міст зазнав руйнувань через час і повені, у XIII столітті було прийнято рішення побудувати новий міст на його основі. Цей міст став готичним за стилем, з характерною стрілчастою аркою, але його основи зберегли елементи стародавньої римської конструкції. Це поєднання римських і середньовічних архітектурних особливостей.